# FE-β-CPPIT
N-(2'-Fluoroetil-)-3β-(4'-hlorofenil)-2β-(3'-fenilizoksazol-5'-il)nortropan (FE-β-CPPIT) je analog kokaina.